# Sospita segestes
Sospita segestes är en fjärilsart som beskrevs av Rothschild 1904. Sospita segestes ingår i släktet Sospita och familjen juvelvingar. Inga underarter finns listade i Catalogue of Life.